# Fjodor Alexandrowitsch Abramow
Fjodor Alexandrowitsch Abramow (russisch Фёдор Алекса́ндрович Абра́мов; * 29. Februar 1920 in Werkola bei Archangelsk, Sowjetrussland; † 14. Mai 1983 in Leningrad) war ein sowjetischer Schriftsteller. Er gilt als bedeutender Vertreter der sowjetischen Dorfprosa.

## Leben

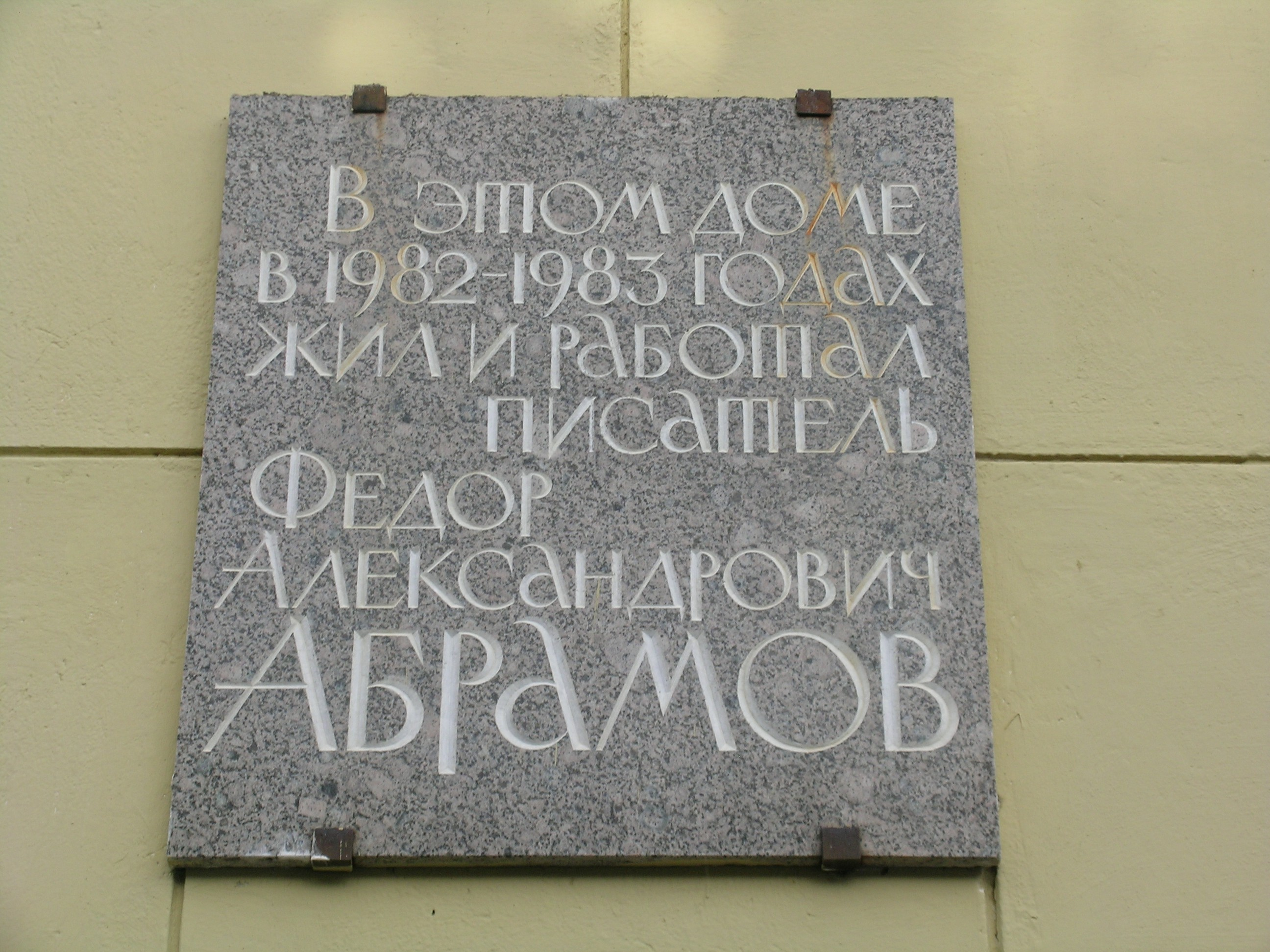
Gedenktafel in St. Petersburg: „In diesem Haus lebte und arbeitete 1982–1983 der Schriftsteller Fjodor Alexandrowitsch Abramow“

Aufgewachsen in einer kinderreichen Familie – der Vater starb, als Fjodor zwei Jahre alt war – beendete er 1938 die Schule und studierte an der Philologischen Fakultät der Leningrader Universität. 1941 ging er als Freiwilliger an die Front, wo er zweimal verwundet im Lazarett lag und 1942 über den vereisten Ladogasee ins Hinterland gebracht wurde. Wegen seiner Fremdsprachenkenntnisse fand er vorübergehend Anstellung bei der Spionageabwehr. Das Studium schloss er 1948 ab. 1951 promovierte er über das Werk Michail Scholochows. 1951–1960 lehrte er als Dozent am Institut für sowjetische Literatur der Leningrader Universität. Ab 1962 arbeitete er als freiberuflicher Schriftsteller. Bei allem blieb ihm die „Aufrichtigkeit“ zentrale Forderung, was zu Spannungen mit der Zensurbehörde führte.
Ab 1949 publizierte er literarische Werke und literaturkritische Artikel zur Sowjetliteratur.
Seine Erzählungen Pelageja (1969), Hölzerne Pferde (1970) und Alka (1972) machten ihn zu einem der meistgelesenen sowjetischen Autoren.
Große Aufmerksamkeit errang sein Romanzyklus Die Prjaslins (1958–1978), in dem das Dorf Pekaschino zu einem Beispiel des Lebens auf dem Lande wird, dessen Schicksal von der Zeit des Krieges bis in die Gegenwart geschildert wird.
Durch seine kompromisslose Forderung nach einem gesellschaftlichen Eingreifen der Literatur wurde Abramow vielfach mit dem Protopopen Awwakum verglichen.

## Auszeichnungen
- Staatspreis der UdSSR (1975)[2]
- Leninorden (1980)[2]
- Orden des Vaterländischen Krieges II. Klasse (1946)[2]
- Medaille „Für die Verteidigung Leningrads“[2]
- Medaille „Sieg über Deutschland“[2]

## Werke
- Die Menschen des Kolchos-Dorfes in der Nachkriegsprosa (Люди колхозной деревни в послевоенной прозе) (1954) Aufsatz
- Ein Tag im Neuen Leben (Вокруг да около) (1963)
- Pelageja (Пелагея) (1969)
- Hölzerne Pferde (Деревянные кони) (1970) Novelle
- Alka (Алька) (1972) dt. 1978
- Reise in die Vergangenheit (Поездка в прошлое) (1974 ru. publ. 1986) dt. 1989

## RomanzyklusDie Prjaslins
- Brüder und Schwestern (Братья и сестры) (1958) dt. 1976
- Zwei Winter, drei Sommer (Две зимы и три лета) (1968) dt. 1976
- Wege und Kreuzwege (Пути-перепутья) (1973) dt. 1976
- Das Haus (Дом) (1978)